# Megaloceroea recticornis
Megaloceroea recticornis is een blindwants uit de onderorde wantsen. De soort werd voor het eerst wetenschappelijk beschreven door Étienne Louis Geoffroy in 1785. 

## Algemeen
Megaloceroea recticornis is een vrij algemene wants in Nederland die met name in graslanden te vinden is. Zowel de larven als de volwassen dieren voeden zich met diverse grassen, waaronder grote vossenstaart, roodzwenkgras en timoteegras.

## Uiterlijke kenmerken
De wants in langwerpig van vorm, wordt gemiddeld 8 tot 10 mm groot en is geheel groen gekleurd.

## Verspreiding
De wants komt algemeen voor in Nederland en de rest van Europa.